# 유엔 회원국

연도별 유엔 가입국 지도
1945년 유엔 창립 회원국으로 가입한 나라
1946년부터 1959년 사이에 유엔에 가입한 나라
1960년부터 1989년 사이에 유엔에 가입한 나라
1990년 이후에 유엔에 가입한 나라

현재 유엔에는 193개국이 가입되어 있다. 유엔 헌장 제2장 제4조에서는 유엔 회원국 가입에 관한 규정이 명시되어 있다.
1. 유엔의 회원국 지위는 기구로부터 유엔 헌장에 규정된 의무를 수락하고 이러한 의무를 이행할 능력과 의사가 있다는 판단을 받은 평화를 사랑하는 국가 모두에게 개방된다.
2. 그러한 국가를 유엔 회원국으로 승인하는 절차는 안전 보장 이사회의 권고에 따른 총회의 결정을 통해 이루어진다.

유엔 회원국으로 가입하려면 유엔 안전 보장 이사회, 유엔 총회 양측의 승인이 있어야 하기 때문에 주권을 가진 국가라도 국제 사회에서 주권 국가로 인정받지 못하는 경우, 특정 유엔 회원국의 반대가 있는 경우에는 가입할 수 없다.
현재의 모든 유엔 회원국은 주권 국가이지만 유엔 창립 회원국으로 가입했던 인도, 필리핀, 벨라루스, 우크라이나는 유엔 창립 당시에는 독립 국가가 아니었다. 그 밖에 국제 기구, 비정부 기구, 정식으로 인정받지 않았지만 확실한 주권을 가진 정체는 유엔 총회에서 옵서버 자격으로 연설을 할 수 있지만 투표권은 없다.

## 나라 이름 순서 목록
| 국명                                   | 가입 일자        |
| -------------------------------------- | ---------------- |
| 가나                                   | 1957년 3월 8일   |
| 가봉                                   | 1960년 9월 20일  |
| 가이아나                               | 1966년 9월 20일  |
| 감비아                                 | 1965년 9월 21일  |
| 과테말라                               | 1945년 11월 21일 |
| 그레나다                               | 1974년 9월 17일  |
| 그리스                                 | 1945년 10월 25일 |
| 기니                                   | 1958년 12월 12일 |
| 기니비사우                             | 1974년 9월 17일  |
| 나미비아                               | 1990년 4월 23일  |
| 나우루                                 | 1999년 9월 14일  |
| 나이지리아                             | 1960년 10월 7일  |
| 남수단                                 | 2011년 7월 14일  |
| 남아프리카 공화국                      | 1945년 11월 7일  |
| 네덜란드                               | 1945년 12월 10일 |
| 네팔                                   | 1955년 12월 14일 |
| 노르웨이                               | 1945년 11월 27일 |
| 뉴질랜드                               | 1945년 10월 24일 |
| 니제르                                 | 1960년 9월 20일  |
| 니카라과                               | 1945년 10월 24일 |
| 대한민국                               | 1991년 9월 17일  |
| 덴마크                                 | 1945년 10월 24일 |
| 도미니카 공화국                        | 1945년 10월 24일 |
| 도미니카 연방                          | 1978년 12월 18일 |
| 독일동독과 서독 참조                   | 1973년 9월 18일  |
| 동티모르                               | 2002년 9월 27일  |
| 라오스                                 | 1955년 12월 14일 |
| 라이베리아                             | 1945년 11월 2일  |
| 라트비아소련 참조                      | 1991년 9월 17일  |
| 러시아소련 참조                        | 1945년 10월 24일 |
| 레바논                                 | 1945년 10월 24일 |
| 레소토                                 | 1966년 10월 17일 |
| 루마니아                               | 1955년 12월 14일 |
| 룩셈부르크                             | 1945년 10월 24일 |
| 르완다                                 | 1962년 9월 18일  |
| 리비아                                 | 1955년 12월 14일 |
| 리투아니아소련 참조                    | 1991년 9월 17일  |
| 리히텐슈타인                           | 1990년 9월 18일  |
| 마다가스카르                           | 1960년 9월 20일  |
| 마셜 제도                              | 1991년 9월 17일  |
| 말라위                                 | 1964년 12월 1일  |
| 말레이시아말라야 연방 참조             | 1957년 9월 17일  |
| 말리                                   | 1960년 9월 28일  |
| 멕시코                                 | 1945년 11월 7일  |
| 모나코                                 | 1993년 5월 28일  |
| 모로코                                 | 1956년 11월 12일 |
| 모리셔스                               | 1968년 4월 24일  |
| 모리타니                               | 1961년 10월 27일 |
| 모잠비크                               | 1975년 9월 16일  |
| 몬테네그로유고슬라비아 참조            | 2006년 6월 28일  |
| 몰도바소련 참조                        | 1992년 3월 2일   |
| 몰디브                                 | 1965년 9월 21일  |
| 몰타                                   | 1964년 12월 1일  |
| 몽골                                   | 1961년 10월 27일 |
| 미국                                   | 1945년 10월 24일 |
| 미얀마                                 | 1948년 4월 19일  |
| 미크로네시아 연방                      | 1991년 9월 17일  |
| 바누아투                               | 1981년 9월 15일  |
| 바레인                                 | 1971년 9월 21일  |
| 바베이도스                             | 1966년 12월 9일  |
| 바하마                                 | 1973년 9월 18일  |
| 방글라데시                             | 1974년 9월 17일  |
| 베냉                                   | 1960년 9월 20일  |
| 베네수엘라                             | 1945년 11월 15일 |
| 베트남                                 | 1977년 9월 20일  |
| 벨기에                                 | 1945년 12월 27일 |
| 벨라루스소련 참조                      | 1945년 10월 24일 |
| 벨리즈                                 | 1981년 9월 25일  |
| 보스니아 헤르체고비나유고슬라비아 참조 | 1992년 5월 22일  |
| 보츠와나                               | 1966년 10월 17일 |
| 볼리비아                               | 1945년 11월 14일 |
| 부룬디                                 | 1962년 9월 18일  |
| 부르키나파소                           | 1960년 9월 20일  |
| 부탄                                   | 1971년 9월 21일  |
| 북마케도니아유고슬라비아 참조          | 1993년 4월 8일   |
| 불가리아                               | 1955년 12월 14일 |
| 브라질                                 | 1945년 10월 24일 |
| 브루나이                               | 1984년 9월 21일  |
| 사모아                                 | 1976년 12월 15일 |
| 사우디아라비아                         | 1945년 10월 24일 |
| 산마리노                               | 1992년 3월 2일   |
| 상투메 프린시페                        | 1975년 9월 16일  |
| 세네갈                                 | 1960년 9월 28일  |
| 세르비아유고슬라비아 참조              | 2000년 11월 1일  |
| 세이셸                                 | 1976년 9월 21일  |
| 세인트루시아                           | 1979년 9월 18일  |
| 세인트빈센트 그레나딘                  | 1980년 9월 16일  |
| 세인트키츠 네비스                      | 1983년 9월 23일  |
| 소말리아                               | 1960년 9월 20일  |
| 솔로몬 제도                            | 1978년 9월 19일  |
| 수단                                   | 1956년 11월 12일 |
| 수리남                                 | 1975년 12월 4일  |
| 스리랑카                               | 1955년 12월 14일 |
| 스웨덴                                 | 1946년 11월 19일 |
| 스위스                                 | 2002년 9월 10일  |
| 스페인                                 | 1955년 12월 14일 |
| 슬로바키아체코슬로바키아 참조          | 1993년 1월 19일  |
| 슬로베니아유고슬라비아 참조            | 1992년 5월 22일  |
| 시리아아랍 연합 공화국 참조            | 1945년 10월 24일 |
| 시에라리온                             | 1961년 9월 27일  |
| 싱가포르말라야 연방 참조               | 1965년 9월 21일  |
| 아랍에미리트                           | 1971년 12월 9일  |
| 아르메니아소련 참조                    | 1992년 3월 2일   |
| 아르헨티나                             | 1945년 10월 24일 |
| 아이슬란드                             | 1946년 11월 19일 |
| 아이티                                 | 1945년 10월 24일 |
| 아일랜드                               | 1955년 12월 14일 |
| 아제르바이잔소련 참조                  | 1992년 3월 2일   |
| 아프가니스탄                           | 1946년 11월 19일 |
| 안도라                                 | 1993년 7월 28일  |
| 알바니아                               | 1955년 12월 14일 |
| 알제리                                 | 1962년 10월 8일  |
| 앙골라                                 | 1976년 12월 1일  |
| 앤티가 바부다                          | 1981년 11월 11일 |
| 에리트레아                             | 1993년 5월 28일  |
| 에스와티니                             | 1968년 9월 24일  |
| 에스토니아소련 참조                    | 1991년 9월 17일  |
| 에콰도르                               | 1945년 12월 21일 |
| 에티오피아                             | 1945년 11월 13일 |
| 엘살바도르                             | 1945년 10월 24일 |
| 영국                                   | 1945년 10월 24일 |
| 예멘북예멘과 남예멘 참조               | 1947년 9월 30일  |
| 오만                                   | 1971년 10월 7일  |
| 오스트레일리아                         | 1945년 11월 1일  |
| 오스트리아                             | 1955년 12월 14일 |
| 온두라스                               | 1945년 12월 17일 |
| 요르단                                 | 1955년 12월 14일 |
| 우간다                                 | 1962년 10월 25일 |
| 우루과이                               | 1945년 12월 18일 |
| 우즈베키스탄소련 참조                  | 1992년 3월 2일   |
| 우크라이나소련 참조                    | 1945년 10월 24일 |
| 이라크                                 | 1945년 12월 21일 |
| 이란                                   | 1945년 10월 24일 |
| 이스라엘                               | 1949년 5월 11일  |
| 이집트아랍 연합 공화국 참조            | 1945년 10월 24일 |
| 이탈리아                               | 1955년 12월 14일 |
| 인도                                   | 1945년 10월 30일 |
| 인도네시아                             | 1950년 9월 28일  |
| 일본                                   | 1956년 12월 18일 |
| 자메이카                               | 1962년 9월 18일  |
| 잠비아                                 | 1964년 12월 1일  |
| 적도 기니                              | 1968년 11월 12일 |
| 조선민주주의인민공화국                 | 1991년 9월 17일  |
| 조지아소련 참조                        | 1992년 7월 31일  |
| 중앙아프리카 공화국                    | 1960년 9월 20일  |
| 중화인민공화국중화민국 참조            | 1945년 10월 24일 |
| 지부티                                 | 1977년 9월 20일  |
| 짐바브웨                               | 1980년 8월 25일  |
| 차드                                   | 1960년 9월 20일  |
| 체코체코슬로바키아 참조                | 1993년 1월 19일  |
| 칠레                                   | 1945년 10월 24일 |
| 카메룬                                 | 1960년 9월 20일  |
| 카보베르데                             | 1975년 9월 16일  |
| 카자흐스탄소련 참조                    | 1992년 3월 2일   |
| 카타르                                 | 1971년 9월 21일  |
| 캄보디아                               | 1955년 12월 14일 |
| 캐나다                                 | 1945년 11월 9일  |
| 케냐                                   | 1963년 12월 16일 |
| 코모로                                 | 1975년 11월 12일 |
| 코스타리카                             | 1945년 11월 2일  |
| 코트디부아르                           | 1960년 9월 20일  |
| 콜롬비아                               | 1945년 11월 5일  |
| 콩고 공화국                            | 1960년 9월 20일  |
| 콩고 민주 공화국                       | 1960년 9월 20일  |
| 쿠바                                   | 1945년 10월 24일 |
| 쿠웨이트                               | 1963년 5월 14일  |
| 크로아티아유고슬라비아 참조            | 1992년 5월 22일  |
| 키르기스스탄소련 참조                  | 1992년 3월 2일   |
| 키리바시                               | 1999년 9월 14일  |
| 키프로스                               | 1960년 9월 20일  |
| 타지키스탄소련 참조                    | 1992년 3월 2일   |
| 탄자니아탕가니카와 잔지바르 참조       | 1961년 12월 14일 |
| 태국                                   | 1946년 12월 16일 |
| 토고                                   | 1960년 9월 20일  |
| 통가                                   | 1999년 9월 14일  |
| 투르크메니스탄소련 참조                | 1992년 3월 2일   |
| 투발루                                 | 2000년 9월 5일   |
| 튀니지                                 | 1956년 11월 12일 |
| 튀르키예                               | 1945년 10월 24일 |
| 트리니다드 토바고                      | 1962년 9월 18일  |
| 파나마                                 | 1945년 11월 13일 |
| 파라과이                               | 1945년 10월 24일 |
| 파키스탄                               | 1947년 9월 30일  |
| 파푸아뉴기니                           | 1975년 10월 10일 |
| 팔라우                                 | 1994년 12월 15일 |
| 페루                                   | 1945년 10월 31일 |
| 포르투갈                               | 1955년 12월 14일 |
| 폴란드                                 | 1945년 10월 24일 |
| 프랑스                                 | 1945년 10월 24일 |
| 피지                                   | 1970년 10월 13일 |
| 핀란드                                 | 1955년 12월 14일 |
| 필리핀                                 | 1945년 10월 24일 |
| 헝가리                                 | 1955년 12월 14일 |

## 가입일자 순서 목록
| 가입 연도 | 가입 일자 | 국명                                   |
| --------- | --------- | -------------------------------------- |
| 1945년    | 10월 24일 | 뉴질랜드                               |
| 1945년    | 10월 24일 | 니카라과                               |
| 1945년    | 10월 24일 | 덴마크                                 |
| 1945년    | 10월 24일 | 도미니카 공화국                        |
| 1945년    | 10월 24일 | 레바논                                 |
| 1945년    | 10월 24일 | 룩셈부르크                             |
| 1945년    | 10월 24일 | 미국                                   |
| 1945년    | 10월 24일 | 벨로루시 SSR소련 참조                  |
| 1945년    | 10월 24일 | 브라질                                 |
| 1945년    | 10월 24일 | 사우디아라비아                         |
| 1945년    | 10월 24일 | 소련 참조                              |
| 1945년    | 10월 24일 | 시리아아랍 연합 공화국 참조            |
| 1945년    | 10월 24일 | 아르헨티나                             |
| 1945년    | 10월 24일 | 아이티                                 |
| 1945년    | 10월 24일 | 엘살바도르                             |
| 1945년    | 10월 24일 | 영국                                   |
| 1945년    | 10월 24일 | 우크라이나 SSR소련 참조                |
| 1945년    | 10월 24일 | 유고슬라비아 참조                      |
| 1945년    | 10월 24일 | 이집트 왕국아랍 연합 공화국 참조       |
| 1945년    | 10월 24일 | 중화민국 참조                          |
| 1945년    | 10월 24일 | 체코슬로바키아 참조                    |
| 1945년    | 10월 24일 | 칠레                                   |
| 1945년    | 10월 24일 | 쿠바                                   |
| 1945년    | 10월 24일 | 튀르키예                               |
| 1945년    | 10월 24일 | 팔라비 왕조                            |
| 1945년    | 10월 24일 | 파라과이                               |
| 1945년    | 10월 24일 | 폴란드                                 |
| 1945년    | 10월 24일 | 프랑스                                 |
| 1945년    | 10월 24일 | 필리핀                                 |
| 1945년    | 10월 25일 | 그리스 왕국                            |
| 1945년    | 10월 30일 | 인도                                   |
| 1945년    | 10월 31일 | 페루                                   |
| 1945년    | 11월 1일  | 오스트레일리아                         |
| 1945년    | 11월 2일  | 라이베리아                             |
| 1945년    | 11월 2일  | 코스타리카                             |
| 1945년    | 11월 5일  | 콜롬비아                               |
| 1945년    | 11월 7일  | 남아프리카 연방‏‎                        |
| 1945년    | 11월 7일  | 멕시코                                 |
| 1945년    | 11월 9일  | 캐나다                                 |
| 1945년    | 11월 13일 | 에티오피아 제국                        |
| 1945년    | 11월 13일 | 파나마                                 |
| 1945년    | 11월 14일 | 볼리비아                               |
| 1945년    | 11월 15일 | 베네수엘라                             |
| 1945년    | 11월 21일 | 과테말라                               |
| 1945년    | 11월 27일 | 노르웨이                               |
| 1945년    | 12월 10일 | 네덜란드                               |
| 1945년    | 12월 17일 | 온두라스                               |
| 1945년    | 12월 18일 | 우루과이                               |
| 1945년    | 12월 21일 | 에콰도르                               |
| 1945년    | 12월 21일 | 이라크 왕국                            |
| 1945년    | 12월 27일 | 벨기에                                 |
| 1946년    | 11월 19일 | 스웨덴                                 |
| 1946년    | 11월 19일 | 아이슬란드                             |
| 1946년    | 11월 19일 | 아프가니스탄 왕국                      |
| 1946년    | 12월 16일 | 태국                                   |
| 1947년    | 9월 30일  | 예멘 왕국북예멘과 남예멘 참조          |
| 1947년    | 9월 30일  | 파키스탄                               |
| 1948년    | 4월 19일  | 미얀마                                 |
| 1949년    | 5월 11일  | 이스라엘                               |
| 1950년    | 9월 28일  | 인도네시아                             |
| 1955년    | 12월 14일 | 네팔 왕국                              |
| 1955년    | 12월 14일 | 라오스 왕국                            |
| 1955년    | 12월 14일 | 루마니아                               |
| 1955년    | 12월 14일 | 리비아                                 |
| 1955년    | 12월 14일 | 불가리아                               |
| 1955년    | 12월 14일 | 스페인                                 |
| 1955년    | 12월 14일 | 실론                                   |
| 1955년    | 12월 14일 | 아일랜드                               |
| 1955년    | 12월 14일 | 알바니아                               |
| 1955년    | 12월 14일 | 오스트리아                             |
| 1955년    | 12월 14일 | 요르단                                 |
| 1955년    | 12월 14일 | 이탈리아                               |
| 1955년    | 12월 14일 | 캄보디아                               |
| 1955년    | 12월 14일 | 포르투갈                               |
| 1955년    | 12월 14일 | 핀란드                                 |
| 1955년    | 12월 14일 | 헝가리                                 |
| 1956년    | 11월 12일 | 모로코                                 |
| 1956년    | 11월 12일 | 수단                                   |
| 1956년    | 11월 12일 | 튀니지                                 |
| 1956년    | 12월 18일 | 일본                                   |
| 1957년    | 3월 8일   | 가나                                   |
| 1957년    | 9월 17일  | 말라야 연방 참조                       |
| 1958년    | 12월 12일 | 기니                                   |
| 1960년    | 9월 20일  | 가봉                                   |
| 1960년    | 9월 20일  | 니제르                                 |
| 1960년    | 9월 20일  | 다호메이                               |
| 1960년    | 9월 20일  | 마다가스카르                           |
| 1960년    | 9월 20일  | 소말리아                               |
| 1960년    | 9월 20일  | 오트볼타                               |
| 1960년    | 9월 20일  | 중앙아프리카 공화국                    |
| 1960년    | 9월 20일  | 차드                                   |
| 1960년    | 9월 20일  | 카메룬                                 |
| 1960년    | 9월 20일  | 코트디부아르                           |
| 1960년    | 9월 20일  | 콩고 공화국                            |
| 1960년    | 9월 20일  | 콩고 민주 공화국                       |
| 1960년    | 9월 20일  | 키프로스                               |
| 1960년    | 9월 20일  | 토고                                   |
| 1960년    | 9월 28일  | 말리                                   |
| 1960년    | 9월 28일  | 세네갈                                 |
| 1960년    | 10월 7일  | 나이지리아                             |
| 1961년    | 9월 27일  | 시에라리온                             |
| 1961년    | 10월 27일 | 모리타니                               |
| 1961년    | 10월 27일 | 몽골                                   |
| 1961년    | 12월 14일 | 탕가니카탕가니카와 잔지바르 참조       |
| 1962년    | 9월 18일  | 르완다                                 |
| 1962년    | 9월 18일  | 부룬디                                 |
| 1962년    | 9월 18일  | 자메이카                               |
| 1962년    | 9월 18일  | 트리니다드 토바고                      |
| 1962년    | 10월 8일  | 알제리                                 |
| 1962년    | 10월 25일 | 우간다                                 |
| 1963년    | 5월 14일  | 쿠웨이트                               |
| 1963년    | 12월 16일 | 잔지바르탕가니카와 잔지바르 참조       |
| 1963년    | 12월 16일 | 케냐                                   |
| 1964년    | 12월 1일  | 말라위                                 |
| 1964년    | 12월 1일  | 몰타                                   |
| 1964년    | 12월 1일  | 잠비아                                 |
| 1965년    | 9월 21일  | 감비아                                 |
| 1965년    | 9월 21일  | 몰디브                                 |
| 1965년    | 9월 21일  | 싱가포르말라야 연방 참조               |
| 1966년    | 9월 20일  | 가이아나                               |
| 1966년    | 9월 20일  | 레소토                                 |
| 1966년    | 10월 17일 | 보츠와나                               |
| 1966년    | 12월 9일  | 바베이도스                             |
| 1968년    | 4월 24일  | 모리셔스                               |
| 1968년    | 9월 24일  | 에스와티니                             |
| 1968년    | 11월 12일 | 적도 기니                              |
| 1970년    | 10월 13일 | 피지                                   |
| 1971년    | 9월 21일  | 바레인                                 |
| 1971년    | 9월 21일  | 부탄                                   |
| 1971년    | 9월 21일  | 카타르                                 |
| 1971년    | 10월 7일  | 오만                                   |
| 1971년    | 12월 9일  | 아랍에미리트                           |
| 1973년    | 9월 18일  | 동독동독과 서독 참조                   |
| 1973년    | 9월 18일  | 서독동독과 서독 참조                   |
| 1973년    | 9월 18일  | 바하마                                 |
| 1974년    | 9월 17일  | 그레나다                               |
| 1974년    | 9월 17일  | 기니비사우                             |
| 1974년    | 9월 17일  | 방글라데시                             |
| 1975년    | 9월 16일  | 모잠비크                               |
| 1975년    | 9월 16일  | 상투메 프린시페                        |
| 1975년    | 9월 16일  | 카보베르데                             |
| 1975년    | 10월 10일 | 파푸아뉴기니                           |
| 1975년    | 11월 12일 | 코모로                                 |
| 1975년    | 12월 4일  | 수리남                                 |
| 1976년    | 9월 21일  | 세이셸                                 |
| 1976년    | 12월 1일  | 앙골라                                 |
| 1976년    | 12월 15일 | 사모아                                 |
| 1977년    | 9월 20일  | 베트남                                 |
| 1977년    | 9월 20일  | 지부티                                 |
| 1978년    | 9월 19일  | 솔로몬 제도                            |
| 1978년    | 12월 18일 | 도미니카 연방                          |
| 1979년    | 9월 18일  | 세인트루시아                           |
| 1980년    | 8월 25일  | 짐바브웨                               |
| 1980년    | 9월 16일  | 세인트빈센트 그레나딘                  |
| 1981년    | 9월 15일  | 바누아투                               |
| 1981년    | 9월 25일  | 벨리즈                                 |
| 1981년    | 11월 11일 | 앤티가 바부다                          |
| 1983년    | 9월 23일  | 세인트키츠 네비스                      |
| 1984년    | 9월 21일  | 브루나이                               |
| 1990년    | 4월 23일  | 나미비아                               |
| 1990년    | 9월 18일  | 리히텐슈타인                           |
| 1991년    | 9월 17일  | 대한민국                               |
| 1991년    | 9월 17일  | 조선민주주의인민공화국                 |
| 1991년    | 9월 17일  | 라트비아소련 참조                      |
| 1991년    | 9월 17일  | 리투아니아소련 참조                    |
| 1991년    | 9월 17일  | 마셜 제도                              |
| 1991년    | 9월 17일  | 미크로네시아 연방                      |
| 1991년    | 9월 17일  | 에스토니아소련 참조                    |
| 1992년    | 3월 2일   | 몰도바소련 참조                        |
| 1992년    | 3월 2일   | 산마리노                               |
| 1992년    | 3월 2일   | 아르메니아소련 참조                    |
| 1992년    | 3월 2일   | 아제르바이잔소련 참조                  |
| 1992년    | 3월 2일   | 우즈베키스탄소련 참조                  |
| 1992년    | 3월 2일   | 카자흐스탄소련 참조                    |
| 1992년    | 3월 2일   | 키르기스스탄소련 참조                  |
| 1992년    | 3월 2일   | 타지키스탄소련 참조                    |
| 1992년    | 3월 2일   | 투르크메니스탄소련 참조                |
| 1992년    | 5월 22일  | 보스니아 헤르체고비나유고슬라비아 참조 |
| 1992년    | 5월 22일  | 슬로베니아유고슬라비아 참조            |
| 1992년    | 5월 22일  | 크로아티아유고슬라비아 참조            |
| 1992년    | 7월 31일  | 조지아소련 참조                        |
| 1993년    | 1월 19일  | 슬로바키아체코슬로바키아 참조          |
| 1993년    | 1월 19일  | 체코체코슬로바키아 참조                |
| 1993년    | 4월 8일   | 북마케도니아유고슬라비아 참조          |
| 1993년    | 5월 28일  | 모나코                                 |
| 1993년    | 5월 28일  | 에리트레아                             |
| 1993년    | 7월 28일  | 안도라                                 |
| 1994년    | 12월 15일 | 팔라우                                 |
| 1999년    | 9월 14일  | 나우루                                 |
| 1999년    | 9월 14일  | 키리바시                               |
| 1999년    | 9월 14일  | 통가                                   |
| 2000년    | 9월 5일   | 투발루                                 |
| 2000년    | 11월 1일  | 세르비아유고슬라비아 참조              |
| 2002년    | 9월 10일  | 스위스                                 |
| 2002년    | 9월 27일  | 동티모르                               |
| 2006년    | 6월 28일  | 몬테네그로유고슬라비아 참조            |
| 2011년    | 7월 14일  | 남수단                                 |

## 이전의 회원국

### 동독과 서독
동독과 서독은 1973년 9월 18일에 동시에 유엔에 가입하였다. 1990년 10월 3일 동서독이 통일하여 독일로 활동하고 있다.

### 소련
소련은 1945년 10월 24일에 유엔 안전 보장 이사회의 5개의 상임이사국 가운데 하나로 유엔에 가입하였다. 1991년 12월 24일에 소련이 해체된 이후에는 소련에서 독립한 각국의 합의와 기타 국가의 이해관계에 의해서 러시아는 유엔 내에서 소련이 가졌던 대표권과 의무를 그대로 승계하는 것으로 결정되었다. 따라서 러시아는 별도의 가입 절차를 밟지 않고 자동으로 유엔 회원국이 됨과 동시에 안전 보장 이사회의 상임이사국이 되었고, 유엔의 공식 문서에서는 러시아의 가입일을 사실상의 가입일이 아닌, 소련의 가입일인 1945년 10월 24일로 소급한다.
소련을 구성했던 나머지 14개 공화국들의 유엔 가입 역사를 보면 다음과 같다.
- 우크라이나, 벨라루스: 우크라이나 소비에트 사회주의 공화국과 벨로루시 소비에트 사회주의 공화국은 1945년 10월 24일에 소련과는 별도로 유엔 창립 회원국으로 가입하였다. 1991년 8월 24일에 우크라이나 소비에트 사회주의 공화국은 우크라이나라는 이름으로 독립하여 활동하고 있으며, 1991년 9월 19일에 벨로루시 소비에트 사회주의 공화국은 벨라루스라는 이름으로 독립하여 활동하고 있다.
- 라트비아, 에스토니아, 리투아니아: 1991년 9월 17일에 유엔에 가입하였다.
- 카자흐스탄, 우즈베키스탄, 타지키스탄, 키르기스스탄, 투르크메니스탄, 아르메니아, 아제르바이잔, 몰도바: 1992년 3월 2일에 유엔에 가입하였다.
- 조지아: 1992년 7월 31일에 유엔에 가입하였다.

### 아랍 연합 공화국
이집트와 시리아 두 나라는 1945년 10월 24일에 유엔 창립 회원국으로 가입하였으며, 1958년 2월 21일에 두 나라는 아랍 연합 공화국이라는 하나의 나라로 합병되어 단일 의석으로 활동하였다. 그러나 시리아는 1961년 10월 13일에 아랍 연합 공화국을 탈퇴하였다. 1971년 9월 2일에 이집트는 아랍 연합 공화국에서 원래 이름이었던 이집트로 바꾸어 활동하고 있으며, 1971년 9월 14일에 시리아는 시리아 아랍 공화국이라는 이름으로 바꾸어 활동하고 있다.

### 말라야 연방
말라야 연방은 1957년 9월 17일에 유엔에 가입하였다. 1963년 9월 16일에 말라야 연방과 싱가포르, 북보르네오, 사라왁이 말레이시아라는 연방 국가를 수립하였다. 싱가포르는 1965년 8월 9일에 말레이시아에서 분리 독립하였으며, 1965년 9월 21일에 유엔에 가입하였다.

### 북예멘과 남예멘
북예멘은 1947년 9월 30일에 유엔에 가입하였으며, 남예멘은 1967년 12월 14일에 유엔에 가입하였다. 1990년 5월 22일에 북예멘과 남예멘이 통일하여 예멘이라는 이름으로 활동하게 되었다.

### 유고슬라비아
유고슬라비아 사회주의 연방공화국은 1945년 10월 24일에 유엔 창립 회원국으로 가입하였다. 1992년 4월 28일에 세르비아와 몬테네그로로 이루어진 유고슬라비아 연방 공화국이라는 새로운 연방을 구성했으나 1992년 9월 19일 유엔 안전 보장 이사회가 유고슬라비아 연방 공화국이 유고슬라비아 사회주의 연방공화국의 활동을 이어받을 수 없다고 결의함에 따라 유엔과 관련된 활동에 참여하지 못했다.
유고슬라비아를 구성했던 공화국들의 유엔 가입 역사를 보면 다음과 같다.
- 슬로베니아, 크로아티아, 보스니아 헤르체고비나 : 1992년 5월 22일에 유엔에 가입하였다.
- 북마케도니아 : 1993년 4월 8일에 유엔에 가입하였으며, 2019년을 기해 국호가 변경되기 이전까지는 마케도니아 국호 분쟁을 고려하여 구유고슬라비아 마케도니아 공화국이라는 이름으로 활동했었다.
- 유고슬라비아 연방 공화국 : 2000년 11월 1일에 유엔에 가입하였으며, 2003년 2월 4일에 세르비아 몬테네그로라는 이름으로 바꾸어 활동하였다. 2006년 6월 3일에 세르비아 몬테네그로가 분리된 이후에는 세르비아가 이를 이어받았다.
- 몬테네그로 : 2006년 6월 28일에 유엔에 가입하였다.

### 중화민국
제2차 세계 대전 승전국 가운데 하나였던 중화민국은 1945년 10월 24일에 유엔 창립 회원국으로 가입하였다. 그러나 국공 내전으로 인해 중국의 국내 정세가 매우 혼란하여 1949년 10월에는 베이징에서 중화인민공화국의 건국을 선포한 중국 공산당에게 밀려 중국 대륙에 대한 지배권을 사실상 상실하면서 타이베이로 정부를 이전(국부천대)하면서 중국은 분단되었다. 그러나 중화민국이 유엔에서 중국을 대표한다는 정통주의적 기득권에는 여전히 변함이 없었다. 게다가 중화인민공화국은 이듬해 발발한 한국 전쟁에서 침략국으로 지목된 조선민주주의인민공화국을 직접 지원하여 유엔과 대적했다는 이유로 오랫동안 이견의 여지가 차단되었다.
중화인민공화국과 중화민국은 냉전을 계기로 자신들이 중국을 대표하는 유일한 합법 정부임을 주장했고 상대방을 인정한 국가들과는 외교 관계를 수립하지 않았다. 중화인민공화국과 중화민국 간의 이러한 대립은 유엔을 비롯한 국제 사회에서도 이어지게 된다. 그러나 광대한 영토와 많은 인구를 가진 중화인민공화국이 1950년대 후반부터 중소 분쟁을 계기로 독자적인 외교 노선을 수립하면서 여러 국가들과 외교 관계를 수립했다. 이를 계기로 중화인민공화국에 우호적이었던 사회주의 국가들, 일부 제3세계 국가들은 중화인민공화국이 유엔에서 중국을 대표하는 유일한 합법 정부로 인정받아야 한다는 주장을 제기했고 서방권 국가였던 영국, 스웨덴, 덴마크, 노르웨이, 프랑스, 이탈리아, 캐나다도 이에 동조하게 된다. 결국 유엔 총회는 표결을 거쳐 1971년 10월 25일에 중화인민공화국을 유엔의 새로운 중국 대표로 인정하고 중화민국의 대표권을 박탈하는 유엔 총회 결의 제2758호 결의안이 채택되었다.
이 결의안이 채택된 이후에 중화민국은 유엔을 공식적으로 탈퇴하였고, 중화민국은 사실상 유엔 및 유엔 산하 기구에서 이탈하게 되었다. 이 사건의 파급으로 중화민국의 국제적 입지는 더욱 좁아졌다. 유엔 총회에서 반대 의견을 냈던 미국도 상황이 중화인민공화국에게 유리하게 돌아가자, 타이완 지구만을 대표하는 중화민국의 의석이라도 보존해주려 하였으나 실패하였다. 이후에 중화민국은 1993년부터 2007년까지 재가입을 수차례 타진했으나, 중화인민공화국의 반대와 유엔 내 부정적인 여론에 직면하여 모두 좌절하였다.
현재 유엔은 중화인민공화국을 중국의 유일한 합법 정부로 인정하고 있으며, 국제 사회에서 중국이란 중화인민공화국을 가리킨다. 중화인민공화국의 UN 가입은 중화민국 시기의 가입이 소급 적용되어 1945년 10월 24일로 간주되는데, 이는 소련의 가입이 소급 적용된 러시아 연방의 사례와 같다. 1971년을 기점으로 중화민국은 더 이상 인정되지 않으며, 타이완 섬 역시 중화인민공화국의 행정구로 인정되고 있다.

### 체코슬로바키아
체코슬로바키아는 1945년 10월 24일에 유엔 창립 회원국으로 가입하였으며, 1992년 12월 31일에 체코와 슬로바키아로 분리되어 해체될 때까지 활동하였다. 체코와 슬로바키아는 1993년 1월 19일에 유엔에 가입하였다.

### 탕가니카와 잔지바르
탕가니카는 1961년 12월 14일에 유엔에 가입하였으며, 잔지바르 술탄국은 1963년 12월 16일에 유엔에 가입하였다. 1964년 4월 26일에 탕가니카와 잔지바르 인민공화국이 탄자니아라는 하나의 나라로 합병되어 1964년 11월 1일에 단일 의석으로 활동을 계속하게 되었다.

## 같이 보기
- 국제연맹 회원국